# Francis Robbins Upton

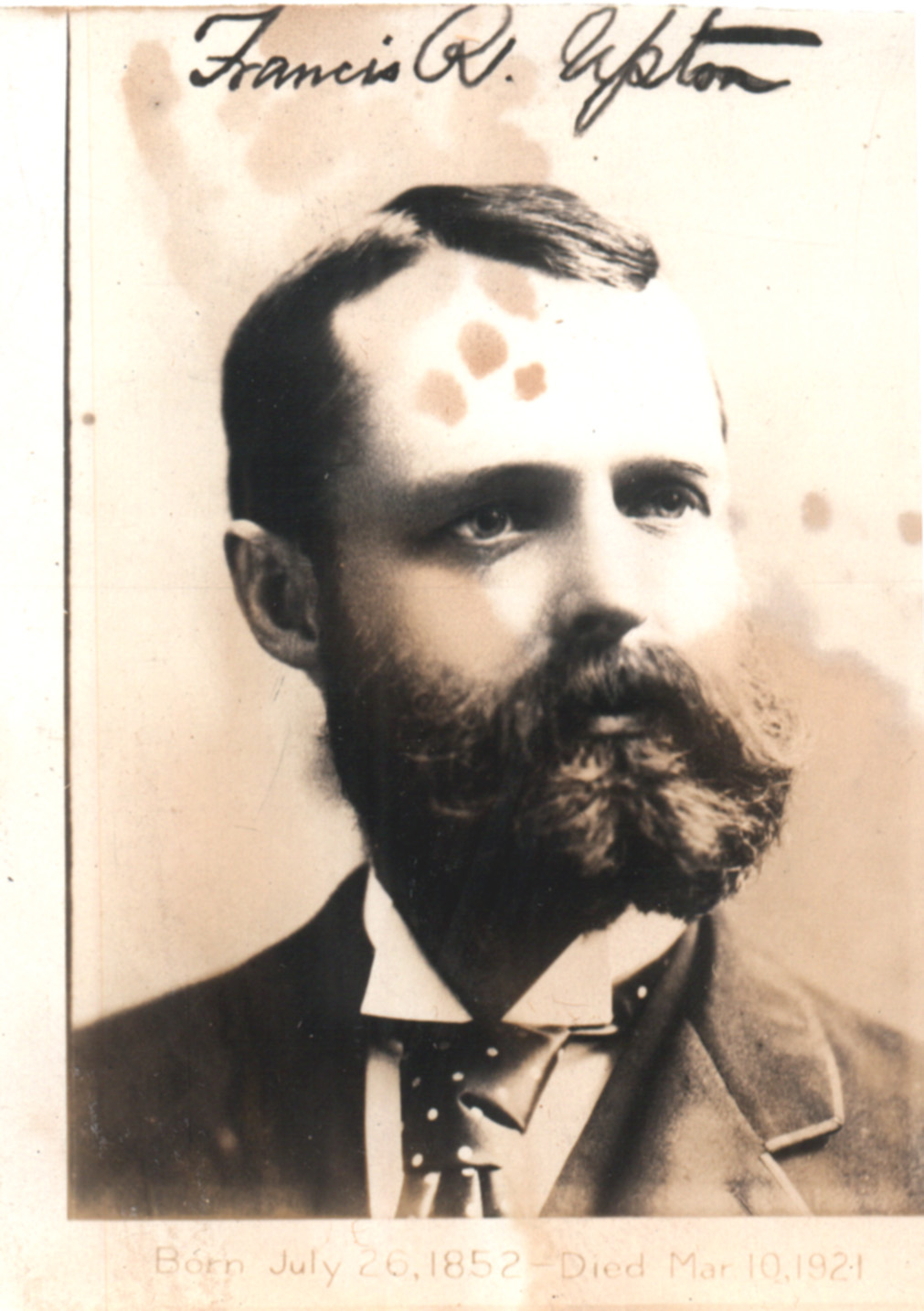
Francis Robbins Upton

Francis Robbins Upton (* 26. Juli 1852 in Peabody, Massachusetts; † 10. März 1921 in Orange, New York) war ein US-amerikanischer Physiker und Mathematiker, der u. a. als Assistent von Thomas Alva Edison an der Entwicklung der US-Elektroindustrie beteiligt war.

## Biografie
Upton wuchs in Massachusetts auf. Er studierte am Bowdoin College in Brunswick, Maine, der Princeton University und in Berlin, wo er u. a. mit Hermann von Helmholtz zusammenarbeitete. Er war einer der ersten Princeton-Absolventen und erhielt 1877 seinen Master of Science.
1878 trat er in das Laboratorium von Thomas A. Edison in Menlo Park, New Jersey ein. Dort behandelte er mathematisch Probleme bei der Entwicklung der flimmerfreien Glühbirne, das Wattstundenmeter (Gerät zur Erfassung elektrischen Energieverbrauches) und großer Dynamos.
Im Oktober 1879 schließlich wurde die erste Glühlampe mit Kohlefaden demonstriert, mit der nach weiteren Optimierungen der Wettbewerb gegen Gaslampen erfolgreich aufgenommen wurde. Er war Partner und General Manager der Edison Lamp Works, ab 1881 Edison Lamp Co., die er 1880 mitbegründete. Das Unternehmen wurde 1889 Teil der Edison General Electric Co., die wiederum 1892 mit der Thomson-Houston Co. zu General Electric fusionierte. Zur Frage, ob Upton ausgezahlt wurde oder Aktienanteile an den Nachfolgefirmen hielt, liegt keine Quelle vor.
Upton veröffentlichte Erfindungen und Erkenntnisse und schrieb u. a. für Scribner’s Monthly und Scientific American.
1958 wurden an der Princeton-Universität von einem Absolventen die Francis Upton Graduate Fellowships eingerichtet.